# Elektronisk oscillator
En elektronisk oscillator er et elektronisk kredsløb, som producerer et repetitivt elektronisk signal, ofte sinus-, trekant-, savtak- eller firkant-formet.
Elektroniske oscillatorer anvendes i størstedelen af elektronik i dag som taktgiver til f.eks.:
- Modem
- Radioforsats
- Radiosender (bærebølge-generator)
- Mikroprocessor
- Faselåst kredsløb
- Frekvenstæller
- Funktionsgenerator
- Ur (kronometer) (den digitale udgave)
- Spændingsstyret oscillator (VCO)

Man modulerer ofte en oscillator med et signal eller en anden oscillators signal.

## Typer af elektroniske oscillatorer
Der er følgende hovedtyper af elektroniske oscillatorer:
- den harmoniske oscillator
- kiposcillatoren (kun diskrete signal udgangsniveauer – f.eks. digital; "høj" og "lav")

Herudover haves oscillatorer som genererer kaotiske signaler:
- kaotisk oscillator
  - Van den Pol kredsløb (med negativ differentiel modstand; NDR-oscillator)[1][2][3]
  - Chua-kredsløb

### Harmonisk oscillator
Den harmoniske oscillator giver et sinus-formet udgang. En harmonisk oscillators grundform er en forstærker koblet sammen med et elektronisk filter i form af tilbagekobling; hvor filterets indgang er koblet til forstærkerens udgang – og filterets udgang er koblet til forstærkerens indgang. Filteret har typisk også en signal-jord-forbindelse, men behøver dog ikke at have det.
Forudsætningen for at kredsløbet oscillerer og med et sinusformet output er, at forstærkerens forstærkning og filterets dæmpning multipliceret sammen, kun er lidt større end én og har den rette fase/tidsforsinkelse ved den ønskede frekvens – og mindre end én for alle uønskede frekvenser.
Der er mange måder at designe en harmonisk oscillator på, fordi der er mange måder at forstærke, filtrere og tilbagekoble på – f.eks.:
- Armstrong-oscillator
- Clapp-oscillator
- Colpitt-oscillator
- Fase-skift oscillator
- Forsinkelseslinje oscillator
- Hartley-oscillator
- Kryds-koblet LC oscillator
- NDR-oscillator
- Opto-elektronisk oscillator
- Pierce krystal oscillator
- RC-oscillator (Wienbro-oscillator og "Twin-T")
- Vackář-oscillator

### Kiposcillator
Kiposcillatoren anvendes ofte til at producere ikke-sinusformede signaler, som f.eks. savtak, trekant og firkant signaler.
Forudsætningen for at kredsløbet oscillerer er, at forstærkerens forstærkning og filterets dæmpning mulipliceret sammen, kun er meget større end én – og eventuelt har Schmitt-trigger-virkning. Tidsforsinkelsen i filter og forstærker tilsammen afgør frekvensen.
Typer af kiposcillatorer er:
- Astabil multivibrator
- Ring-oscillator

### Oscillatorkarakteristika
- Grundfrekvens:
  - Hvilken frekvenser eller frekvensbånd kan den frembringe.
- Harmonisk oscillator:
  - Hvor godt er andre frekvenser end grundfrekvensen dæmpet – harmonisk og anden forvængning.
- Kiposcillator:
  - Hvor nøjagtig er flanker eller skiftene i forhold til ønsket – (fase)-jitter.
- Belastning:
  - Hvilken amplitude kan oscillatoren afgive signalet med.
  - Hvilken effekt kan oscillatoren afgive signalet med.
  - Hvor robust er oscillatoren overfor ikke-lineare belastninger.